# هدرنهایم
هدرنهایم (به آلمانی: Frankfurt-Heddernheim) یک منطقهٔ مسکونی در آلمان است که در فرانکفورت واقع شده‌است. هدرنهایم  ۱۶٬۲۳۲ نفر جمعیت دارد.